# All Ages
All Ages – drugi album kompilacyjny punkrockowej grupy Bad Religion, wydany przez Epitaph Records 12 listopada 1995 roku.

## Lista utworów
| #  | Utwór                                 | Z albumu                     |
| -- | ------------------------------------- | ---------------------------- |
| 1  | "I Want to Conquer the World”         | No Control                   |
| 2  | "Do What You Want" (live)             | Niewydany wcześniej          |
| 3  | "You Are (The Government)”            | Suffer                       |
| 4  | "Modern Man”                          | Against the Grain            |
| 5  | "We're Only Gonna Die”                | How Could Hell Be Any Worse? |
| 6  | "The Answer”                          | Generator                    |
| 7  | "Flat Earth Society”                  | Against the Grain            |
| 8  | "Against the Grain”                   | Against the Grain            |
| 9  | "Generator”                           | Generator                    |
| 10 | "Anesthesia”                          | Against the Grain            |
| 11 | "Suffer”                              | Suffer                       |
| 12 | "Faith Alone”                         | Against the Grain            |
| 13 | "No Control”                          | No Control                   |
| 14 | "21st Century (Digital Boy)”          | Against the Grain            |
| 15 | "Atomic Garden”                       | Generator                    |
| 16 | "No Direction”                        | Generator                    |
| 17 | "Automatic Man"”                      | No Control                   |
| 18 | "Change of Ideas”                     | No Control                   |
| 19 | "Sanity”                              | No Control                   |
| 20 | "Walk Away”                           | Against the Grain            |
| 21 | "Best for You”                        | Suffer                       |
| 22 | "Fuck Armageddon This Is Hell" (live) | Niewydany wcześniej          |